# EA-3966
EA-3966は、化学兵器として開発されたカーバメート剤（神経ガス）である。